# Catherine Dent
Catherine Dent (* 14. März 1965 in Baton Rouge, Louisiana) ist eine US-amerikanische Schauspielerin.

## Leben und Wirken
Catherine Dent studierte in Winston-Salem an der North Carolina School of the Arts Darstellende Künste als Hauptfach und machte 1993 ihren Abschluss. Zu diesem Zeitpunkt hatte sie bereits in einigen Fernsehproduktionen mitgewirkt. 1994 folgte dann ihre erste Rolle in einem Kinofilm. In Nobody’s Fool – Auf Dauer unwiderstehlich spielt Catherine Dent Charlotte Sullivan, die Schwiegertochter von Sully Sullivan, den Paul Newman verkörpert. Seit den frühen 1990er Jahren spielte sie in zahlreichen Fernsehproduktionen und in einigen Kinofilmen mit. Daneben war sie auch in Theaterstücken, die unter anderem am Off-Broadway und Broadway aufgeführt wurden, zu sehen.
Große Bekanntheit erreichte Catherine Dent durch ihre Rolle als Sergeant Danielle „Danny“ Sofer in der US-Fernsehserie The Shield – Gesetz der Gewalt. In der achten Staffel der Serie Navy CIS spielt Dent die Agentin Whitney Sharp.
Seit 2002 ist sie mit dem US-amerikanischen Rechtsanwalt Peter Eliasberg verheiratet und hat ein Kind mit ihm.

## Filmografie (Auswahl)
- 1991: The Steven Banks Show (Fernsehfilm)
- 1991: Dallas (Fernsehserie, eine Folge)
- 1993: A Girls’ Guide to Sex (Fernsehfilm)
- 1994: Nobody’s Fool – Auf Dauer unwiderstehlich (Nobody’s Fool)
- 1995: New York Undercover (Fernsehserie, eine Folge)
- 1996: Jung, weiblich, gnadenlos (Jaded)
- 1997: Liebe, Lüge, Leidenschaft (One Life to Live, Fernsehserie, 2 Folgen)
- 1998: Pretender (The Pretender, Fernsehserie, eine Folge)
- 1998: Frasier (Fernsehserie, eine Folge)
- 1998: Chicago Hope – Endstation Hoffnung (Chicago Hope, Fernsehserie, eine Folge)
- 1999: Akte X – Die unheimlichen Fälle des FBI (The X-Files, Fernsehserie, eine Folge)
- 1999: Law & Order: New York (Law & Order: Special Victims Unit, Fernsehserie, eine Folge)
- 1999: Third Watch – Einsatz am Limit (Third Watch, Fernsehserie, eine Folge)
- 1999: Dharma & Greg (Fernsehserie, eine Folge)
- 1999: Nash Bridges (Fernsehserie, eine Folge)
- 2000: Die Sopranos (The Sopranos, Fernsehserie, eine Folge)
- 2001: Männerzirkus (Someone Like You...)
- 2001: Replicant
- 2001: Invisible Man – Der Unsichtbare (The Invisible Man, Fernsehserie, 2 Folgen)
- 2001: The Majestic
- 2002: Auto Focus
- 2002: Taken (Steven Spielberg Presents Taken, Fernsehserie, 3 Folgen)
- 2002–2008: The Shield – Gesetz der Gewalt (The Shield, Fernsehserie, 83 Folgen)
- 2003: 21 Gramm (21 Grams)
- 2005: CSI: Den Tätern auf der Spur (CSI: Crime Scene Investigation, Fernsehserie, eine Folge)
- 2005: Phantom Below
- 2005: Für alle Fälle Amy (Judging Amy, Fernsehserie, eine Folge)
- 2005: The Unseen
- 2006: Law & Order (Fernsehserie, eine Folge)
- 2007: Grey’s Anatomy (Fernsehserie, eine Folge)
- 2007: Numbers – Die Logik des Verbrechens (Numb3rs, Fernsehserie, eine Folge)
- 2007: The Bad Son (Fernsehfilm)
- 2007: Without a Trace – Spurlos verschwunden (Without a Trace, Fernsehserie, eine Folge)
- 2008: Terminator: The Sarah Connor Chronicles (Fernsehserie, 3 Folgen)
- 2008: Sanctuary
- 2009: Criminal Minds (Fernsehserie, eine Folge)
- 2009: Natalee Holloway (Fernsehfilm)
- 2009: Duress
- 2010: Navy CIS (NCIS, Fernsehserie, 2 Folgen)
- 2011–2012: The Mentalist (Fernsehserie, 6 Folgen)
- 2012: Touch (Fernsehserie, 4 Folgen)
- 2013: Castle (Fernsehserie, eine Folge)
- 2014: Gang Related (Fernsehserie, 6 Folgen)
- 2016: Fear the Walking Dead (Fernsehserie, eine Folge)
- 2017–2018: Marvel’s Agents of S.H.I.E.L.D. (Fernsehserie, 10 Folgen)
- 2019: Magnum P.I. (Fernsehserie, Folge 2x07)
- 2020: Dave (Fernsehserie, Folge 1x09)
- 2020: Lucifer (Fernsehserie, 2 Folgen)
- 2022: Blond
- 2023: 9-1-1: Notruf L.A. (9-1-1, Fernsehserie, eine Folge)